# Molècula d'adhesió cel·lular neuronal
La molècula d'adhesió cel·lular neuronal (NCAM, també anomenat clúster de diferenciació CD56) és una glicoproteïna homofílica expressades en la superfície de les neurones, glia, el múscul esquelètic i les cèl·lules NK. La NCAM ha estat implicada en l'adhesió cèl·lular, el creixement de neurites, la plasticitat sinàptica, i l'aprenentatge i la memòria.
El NCAM és una glicoproteïna de la superfamília de les immunoglobulines. Les cèl·lules produeixen almenys 27 mRNA de NCAM per empalmament alternatiu, pel que existeix una gran diversitat d'isoformes de NCAM Els tres principals isoformes de NCAM varien només en el seu domini citoplasmàtic, i són:
- NCAM - 120 kDa (GPI ancorat)
- NCAM - 140kDa (domini citoplasmàtic curt)
- NCAM - 180kDa (domini citoplasmàtic llarg)

El domini extracel·lular de NCAM consta de cinc dominis de tipus immunoglobulina seguit per dos dominis de fibronectina de tipus III (FNIII). Els diferents dominis de NCAM tenen diferents funcions perquè el tipus de domini d'immunoglobulina (Ig) estan involucrats en les unions homofíliques de NCAM i els dominis FNIII estan involucrats en la senyalització que origina el creixement de la neurita.
La unió homofílica es porta a terme entre les molècules de NCAM ubicats en superfícies oposades (trans -) i les molècules de NCAM i la mateixa superfície (cis) 1. Hi ha molta controvèrsia sobre la forma exacta en què es disposen les unions homofíliques de NCAM tant en trans - com en cis-. Els models actuals suggereixen que les unions homofíliques trans- es produeix entre dues molècules de NCAM antiparal·leles entre els cinc dominis d'Ig o només entre IgI i IgII. La unió homofilica cis- es pensa que té lloc a través d'interaccions entre IgI i IgII, i també IgI i IgIII, formant un multimèric NCAM alt ordre. Tant la unió homofílica de NCAM -trans com - cis són importants per a l'activació NCAM que dona lloc al creixement de la neurita.